# Влазень
Вла́зень (вдо́мник, прима́к, прийма́к, приёмыш) — в крестьянском быту зять, то есть муж дочери, принятый в дом тестя, на одном с ним хозяйстве.
В большинстве случаев тесть принимал зятя в свой дом из-за того, что у него самого не было своих сыновей; нуждаясь в работнике и помощнике для полевых работ, он допускал к работе в своих дворе и хозяйстве зятя, чтобы  со временем передать их ему.

## Общие сведения
В некоторых местностях зятья принимались «на совесть», то есть никакого письменного условия при этом не заключалось, потому что положение зятьёв-приёмышей было достаточно регламентировано обычаями (Ярославская, Самарская, Орловская и другие губернии). В других местностях (напр., в Архангельской губернии) издавна поступление зятя в дом тестя определялось условиями, оговорёнными словесно или закреплёнными письменно. Такие письменные условия назывались приёмными условиями, или «любовными письмами». Как письменные, так и устные условия совершались при свидетелях, первые — в волостном правлении, хотя записка условий в книги волостных правлений по обычаю не считалась обязательной. Содержание приёмных условий в большинстве заключалось в том, что зять при жизни тестя получает половину его дома, а после его смерти делается главой дома, но до тех пор всем хозяйством и имуществом распоряжается тесть. В письменном условии обычно определялась та часть имущества, которую зять должен был получить из дома тестя по прошествии известного числа лет, если тесть не захочет его держать в доме. Обязанность платить подати и повинности обыкновенно возлагалась на зятя.
Зять, принятый в дом тестя по условию, обычно считался усыновлённым, и в таком случае наследовал после него, даже если у тестя имелись родные сыновья; впрочем, для этого он должен проработать известное число лет на дом. Усыновлённый зять наследовал в одних местностях наравне с сыновьями, в других — в меньшей доле. Если зять не был усыновлён и в семье находились другие родственники мужского пола, жившие в одном с тестем доме и работавшие на него, то зять-приёмыш устранялся от наследования. В случае непочтительности к тестю или тёще зять мог быть изгнан из дома и в таком случае лишался наследства, даже если его право на наследство было выговорено в условии.
Народная пословица так определяет отношения зятя и тестя: «зять любит взять, тесть любит честь».

## Особенности положения
Как человек, пришедший в семью со стороны, такой зять имел в ней меньше прав.  Так, у донских казаков в такие "зятья идут весьма неохотно, ибо положение «приемыша в зятья» («зятя принятого») плохо, в особенности в «большой» семье. <...> В «большой» семье зять почти всегда в загоне: на него взваливают самую трудную работу, мало отличая его от простого работника. Положение зятя характеризуется народом в следующих поговорках: «Зятнина шуба всегда под лавкой», «Большое место зятя в углу, где рогачи ставят». Увидав собаку без хвоста, говорят: «Должно быть, в зятьях была, что хвост сбыла»". 
С другой стороны: «Хороший зять больше тестя в доме значит — тесть ему все хозяйство на руки сдаст; он работает, деньгу копит, а тесть радуется». 
Иногда и тестю с тещей приходилось натерпеться от зятя. Он мог начать пить, «озорничать» и причинять всем в семье неприятности. 
По смерти тестя зятя нередко теснят дети покойного; так, например, если зять-приемыш захочет женить своего сына, то шурья отказываются помогать ему, говоря: «Твой сын — твой долг: справляй как хочешь»3. Впрочем, если по смерти отца шурья ничего не дают, то зять может требовать в суде уплаты за годы его работы в семье (в Пятиизбянской станице, например, по 100 руб. в год). Поэтому шурьям выгоднее поделиться с ним «на любках» [т. е. по любви]. 
Интересно, что жена такого зятя («водворенная» или «водворка», т. е. за которую во двор был принят зять) "считается «старше» сестер-девушек и снох и больше почитается, ибо «у ней с братами равная часть»".

## Память в фамилии
Нередко в крестьянской среде XIX начала XX веков прозвище зятя использовалось, а затем закреплялось как фамилия.
Примеры:
Влазев, Примак, Примаков, Приёмышев, Приёмышов, Приёмыхов.